# اچ کریگ سورنس

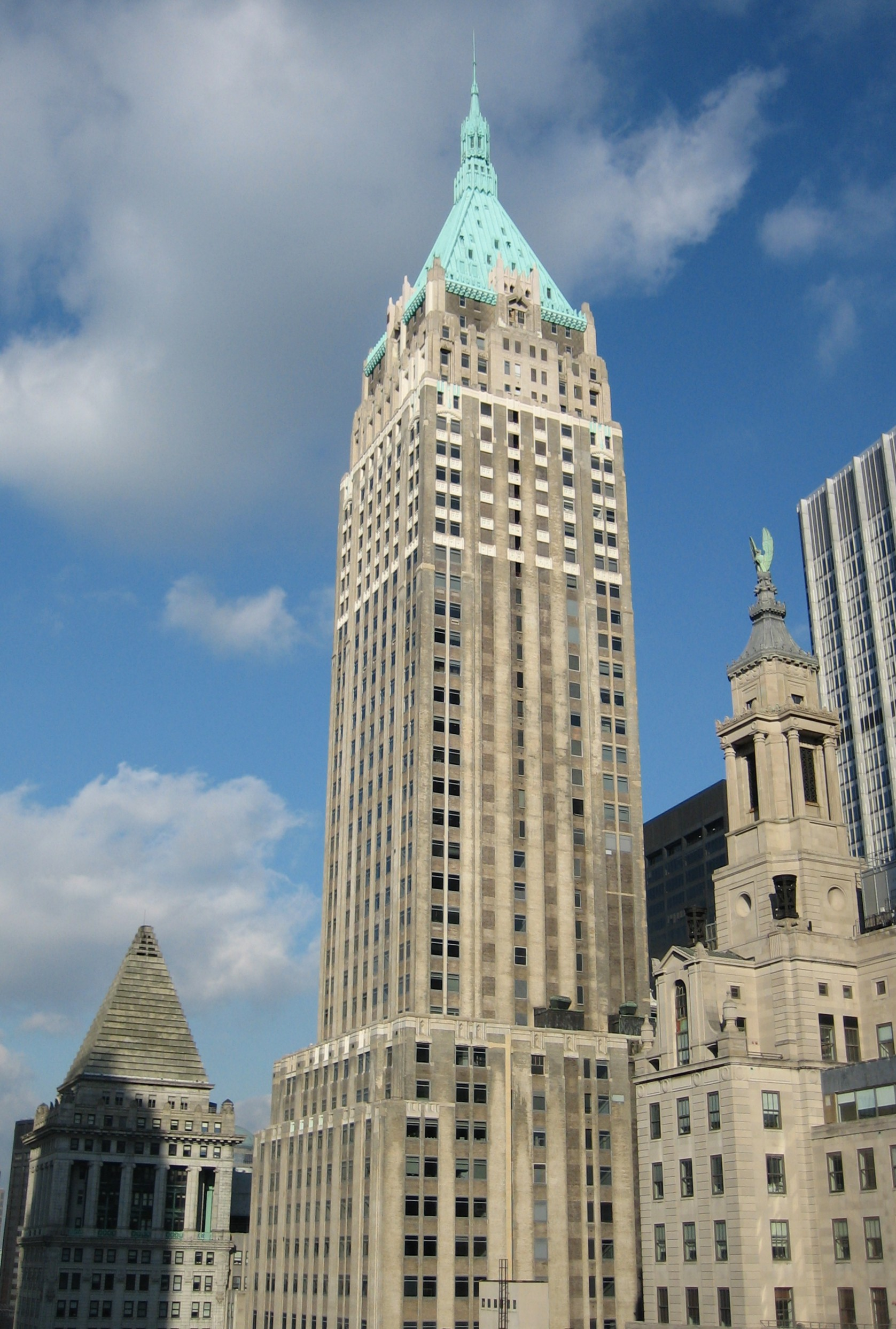
ساختمان ۴۰ وال‌استریت در منهتن، نیویورک طراحی شده به وسیله اچ کریگ سورنس

اچ کریگ سورنس (به انگلیسی: H. Craig Severance) (تولد ۱۸۷۹ - درگذشت  ۲ سپتامبر ۱۹۴۱) یک معمار آمریکایی است که تعدادی از ساختمان‌های معروف در نیویورک را طراحی کرده است. از جمله این ساختمان‌ها می‌توان به ساختمان کوکاکولا، برج نلسون و از همه مهم‌تر ساختمان ۴۰ وال‌استریت اشاره کرد.
در ابتدای زندگی حرفه‌ای، سورنس برای کمپانی کرری‌اندهیستیگنز کار می‌کرد و بعدها با ویلیام فن‌آلن شریک شد. مشارکت آن‌ها پس از مدتی با یک مشاجره لفظی پایان‌یافت. در اواخر دهه ۲۰ میلادی آن دو وارد رقابتی برای ساخت بلندترین ساختمان جهان شدند. سورنس با ساختمان ۴۰ وال‌استریت و آلن با ساختمان کرایسلر. اگرچه ساختمان کرایسلر با سازه مخروطی‌اش با ارتفاع ۱۰۴۶ فوت پیروز شد اما ساختمان سورنس دارای بیشترین فضای قابل استفاده بود.

## دیگر طراحی‌های معروف اچ کریگ سورنس
۵۰ برادوی، نیویورک
۴۰۰ خیابان مدیسون، نیویورک
بانک ایالات متحده، نیویورک
ساختمان مونتاگ‌کورت، نیویورک
تفت هتل، نیویورک
برج نلسون، منهتن